# 5933 Kemurdzhian
Az 5933 Kemurdzhian (ideiglenes jelöléssel 1976 QN) a Naprendszer kisbolygóövében található aszteroida. Nyikolaj Sztyepanovics Csernih fedezte fel 1976. augusztus 26-án.